# Willow Park
Willow Park és una població dels Estats Units a l'estat de Texas. Segons el cens del 2000 tenia 2.849 habitants.

## Demografia
Segons el cens del 2000, Willow Park tenia 2.849 habitants, 991 habitatges, i 885 famílies. La densitat de població era de 178,9 habitants per km².
Dels 991 habitatges en un 41,8% hi vivien nens de menys de 18 anys, en un 82,5% hi vivien parelles casades, en un 4,8% dones solteres, i en un 10,6% no eren unitats familiars. En el 9,4% dels habitatges hi vivien persones soles el 3,1% de les quals corresponia a persones de 65 anys o més que vivien soles. El nombre mitjà de persones vivint en cada habitatge era de 2,87 i el nombre mitjà de persones que vivien en cada família era de 3,06.
Per edats la població es repartia de la següent manera: un 27,8% tenia menys de 18 anys, un 5,1% entre 18 i 24, un 26,2% entre 25 i 44, un 31,1% de 45 a 60 i un 9,8% 65 anys o més.
L'edat mediana era de 40 anys. Per cada 100 dones de 18 o més anys hi havia 95,3 homes.
La renda mediana per habitatge era de 74.155 $ i la renda mediana per família de 78.926 $. Els homes tenien una renda mediana de 61.375 $ mentre que les dones 35.610 $. La renda per capita de la població era de 30.266 $. Aproximadament l'1,5% de les famílies i l'1,9% de la població estaven per davall del llindar de pobresa.

## Poblacions més properes
El següent diagrama mostra les poblacions més properes.